# Лока при Добрни
Лока при Добрни (словен. Loka pri Dobrni) је насељено место у општини Добрна, Савињска регија, Словенија.

## Историја
До територијалне реорганизације у Словенији била је у саставу старе општине Цеље.

## Становништво
У попису становништва из 2011. године, Лока при Добрни је имала 36 становника.
| Број становника према пописима | Број становника према пописима | Број становника према пописима |
| ------------------------------ | ------------------------------ | ------------------------------ |
| 1991                           | 2002                           | 2011                           |
| 37                             | 38                             | 36                             |

Напомена: До 1953. исказивано под именом Лока.